# Paul Roos

a Compétitions nationales et continentales officielles uniquement.

b Matchs officiels uniquement.
Paul Johannes Roos, connu aussi comme Poola Roos ou Oom Polla en Afrikaans pour Oncle Polla, né le 30 octobre 1880 à Rus-en-Vrede et mort le 22 septembre 1948 à Stellenbosch, est un joueur de rugby à XV qui a joué avec l'équipe d'Afrique du Sud évoluant au poste d'avant. En 1948, il est élu au parlement d'Afrique du Sud où il représente la circonscription de Stellenbosch. 

## Biographie

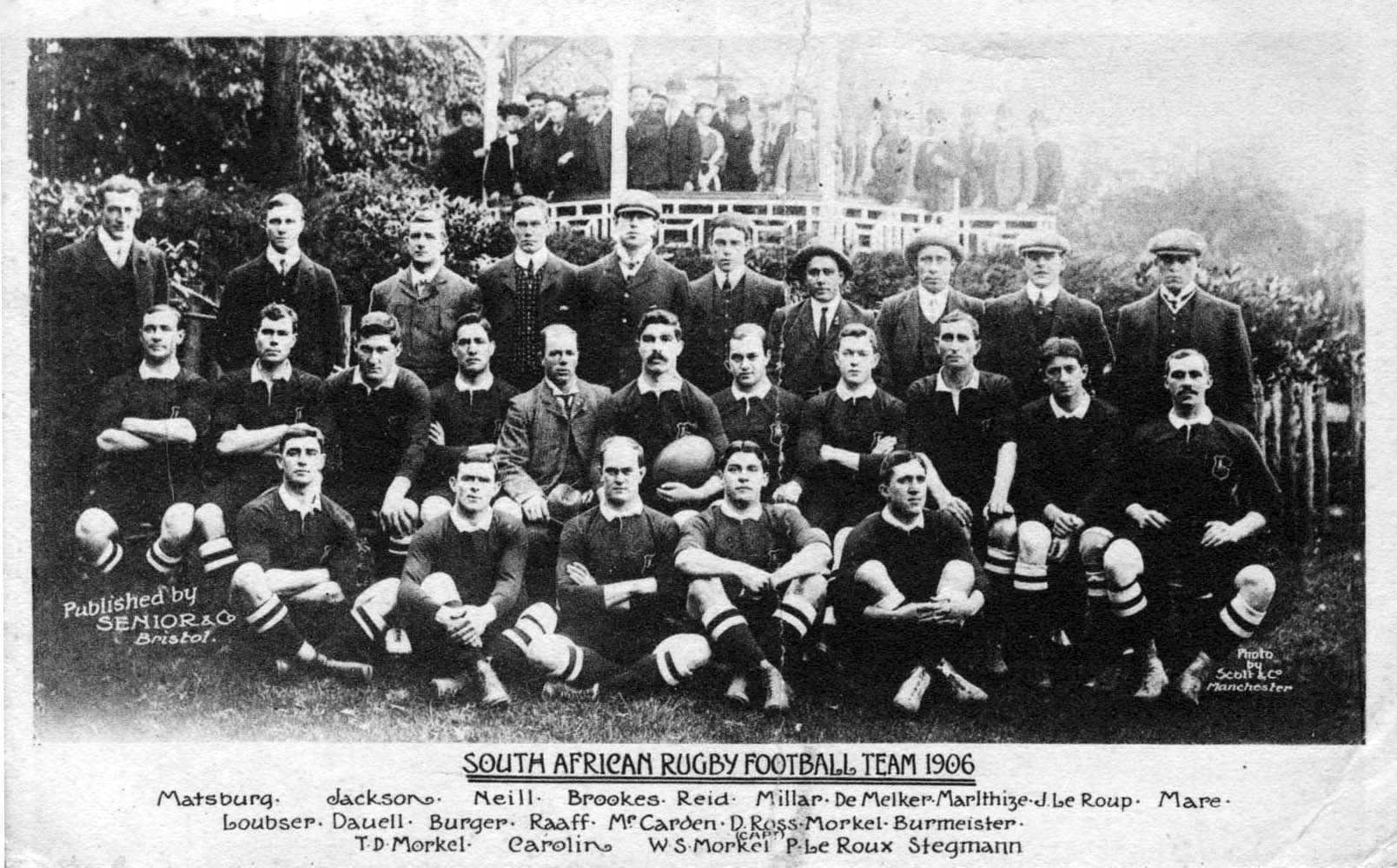
Springboks en 1906.

Paul Roos joue avec la Western Province en Currie Cup. Il dispute son premier test match le 12 septembre 1903 contre les Lions britanniques. Il joue son dernier test match contre l'Angleterre le 8 décembre 1906. Il est trois fois capitaine de l'équipe d'Afrique du Sud. Il mène son équipe dans sa première tournée outremer. 
Les Sud-africains font une tournée en Grande-Bretagne et en Irlande en 1906. Ils y gagnent un nom, les Springboks et ils marquent l'histoire. Ils l'emportent 15-12 contre l'Irlande et surtout ils battent le pays de Galles 11-0 à Swansea. Ils font match nul ensuite à 3-3 contre l'Angleterre,. Quatre ans seulement après la seconde guerre des Boers qui a divisé le pays opposant les « Afrikaners » aux « Coloniaux britanniques », les Springboks rassemblent les deux parties autour d'un maillot, d'une cause : battre les équipes de rugby à XV britanniques et irlandaise. L'équipe d'Afrique du Sud de rugby à XV devient la meilleure du rugby mondial, aucune nation ne pourra les battre dans une série de test matchs pendant 50 ans.
En 1910, Paul Roos devient le recteur du lycée de garçons de Stellenbosch. Il occupe ce poste jusqu'en 1940. En 1941, l'école prend le nom de Paul Roos Gymnase. En mai 1948, candidat du parti national, Paul Roos est élu au parlement. De santé déclinante, il ne siège que 4 mois avant de mourir le 22 septembre 1948.

## Statistiques en équipe nationale
- 4 test matchs avec l'équipe d'Afrique du Sud
- Sélections par année : 1 en 1903, 3 en 1906